# Brusturi (Bihor)
Brusturi é uma comuna romena localizada no distrito de Bihor, na região histórica da Crișana (parte da Transilvânia). A comuna possui uma área de 103.37 km² e sua população era de 4064 habitantes segundo o censo de 2007.